# Lingue mixe
Le lingue mixe /ˈmixe/ sono un gruppo di lingue che formano uno dei rami fondamentali della famiglia linguistica delle lingue mixe-zoque, indigene del Messico meridionale.

## Distribuzione geografica
Secondo i dati del censimento del 2010 effettuato dall'Instituto Nacional de Estadística y Geografía (INEGI), i locutori di mixe in Messico sono 136.736.

## Classificazione

### Wichmann
La seguente classificazione è dovuta a Wichmann (1995:9).
Oaxacan Mixean
- Mixe delle colline settentrionali (Totontepec)
- Mixe delle colline meridionali
  - Nucleo (Tlahuitoltepec, Ayutla, Tamazulapan)
  - Fringe (Tepuxtepec, Tepantlali, Mixistlán)
- Mixe Centrale
  - North Midland Mixe (Jaltepec, Puxmetacan, Matamoros, Cotzocón)
  - South Midland Mixe (Juquila, Cacalotepec)
- Mixe di pianura (Camotlán, San José El Paraíso / Coatlán, Mazatlán, Guichicovi)

### Ethnologue
Questa è la classificazione interna secondo Ethnologue (16ª ed.):
(tra parentesi tonde il numero di lingue di ogni gruppo)
[tra parentesi quadre il codice di classificazione internazionale linguistico]
- Lingue mixe orientali (6)
  - lingua mixe di Coatlán  [mco]
  - lingua mixe dell'istmo  [mir]
  - lingua mixe di Juquila  [mxq]
  - lingua mixe di Mazatlán  [mzl]
  - lingua mixe centro-settentrionale [neq]
  - lingua mixe di Quetzaltepec
- Lingue mixe di Veracruz (2)
  - lingua popoluca di Oluta  [plo]
  - lingua popoluca di Sayula  [pos]
- Lingue mixe occidentali (2)
  - Lingue mixe di Tlahuitoltepec [mxp]
  - Lingue mixe di Totontepec  [mto]

## Radio
Sotto l'egida del Comisión Nacional para el Desarrollo de los Pueblos Indígenas (CDI) vengono irradiate trasmissioni radio in Mixe dalla stazione XEGLO, che è situata a Guelatao de Juárez nello stato messicano dell'Oaxaca.